# カーリン・アリソン
カーリン・アリソン（Karrin Allyson、1963年7月27日 - ）は、アメリカのジャズ・ボーカリスト。グラミー賞に5回ノミネートされ、「ニューヨーク・タイムズ」紙をはじめとする著名なメディアから高い評価を受けている。同紙は彼女を「猫のようなタッチと完璧なイントネーションを持つシンガー」と評している。

## 生い立ちと教育
カーリン・アリソンはカンザス州グレイトベンドに生まれた。父親はルター派の牧師、母親は心理療法士、教師、そしてクラシック・ピアニストであった。ネブラスカ州オマハで育ち、高校最後の1年間をサンフランシスコで過ごした。若い頃はクラシック・ピアノを学び、地元の教会やミュージカルで歌い、作詞作曲も始めた。
アリソンはクラシック・ピアノの奨学金を得てネブラスカ大学オマハ校に入学。彼女はクラシック・ピアノを専攻し、フランス語を副専攻した。また、女性だけのロック・バンド「トムボーイ (Tomboy)」のリード・ボーカルを務めていた。一方で、ジャズにも強い関心を持ち、大学時代にはジャズ・スウィング合唱団に所属し、自身のジャズ・アンサンブルでも演奏。オマハのいろいろな場所で演奏活動を行っていた。2022年には、ネブラスカ大学オマハ校から名誉学位として美術博士号を授与された。

## キャリア
1986年に大学を卒業した後、アリソンはミネアポリスに移り、ジャズのキャリアに専念した。1990年にカンザスシティに移り、そこでキャリアが軌道に乗り出した。1992年にデビュー・アルバム『アイ・ディドント・ノウ・アバウト・ユー』をレコーディングすると、かなりの好評を博し、1993年にコンコード・レコードから再リリースされた。その後もカンザスシティで、コンコード・レコードからリリースされた8枚のアルバムをレコーディング。1990年代初頭にカンザスシティで出会った長年のパートナーで、クラシック音楽のラジオ・パーソナリティを務めるビル・マクグローリンと共に、1998年にニューヨークへと移住した。
アリソンは英語、フランス語、ポルトガル語、イタリア語、スペイン語で歌う。彼女が演奏する曲は、ボサノヴァ、ブルース、ビバップ、サンバ、ジャズ・スタンダード、その他のジャズ様式、バラッド、ポップ・スタンダード、グレイト・アメリカン・ソングブック、ソフトロック、フォークロックなど、様々なジャンルから選曲されている。また、スキャットとヴォーカリーズの両方の技法を用いて、インストゥルメンタル・ジャズ作品のボーカルによるパフォーマンスも数多く録音している。コンコード・ジャズ・レーベルで12枚のオリジナル・スタジオ・アルバムをレコーディングし、2009年にはキャリアを網羅したベスト・アルバムをリリースした。2018年8月には、初の完全オリジナル・アルバム『サム・オブ・ザット・サンシャイン』をリリースし、絶賛を浴びた。『ジャズタイムズ』誌は「アリソンはソングライターとしても、同様に素晴らしい才能を発揮している」と評した。
アリソンのアルバムのうちの5枚、『バラード～コルトレーンに捧ぐ』（2001年）、『フットプリンツ』（2006年）、『イマジーナ～ソングス・オブ・ブラジル』（2008年）、『'Round Midnight』（2011年）、『メニー・ア・ニュー・デイ～カーリン・アリソン・シングス・ロジャーズ&ハマースタイン』（2015年）は、最優秀ジャズ・ボーカル・アルバムとしてグラミー賞にノミネートされている。

## ディスコグラフィ

### リーダー・アルバム
- 『アイ・ディドント・ノウ・アバウト・ユー』 - I Didn't Know About You (1993年、Concord Jazz)
- 『スウィート・ホーム・クッキン』 - Sweet Home Cookin'  (1994年、Concord Jazz)
- 『アズール・テ』 - Azure-Té (1995年、Concord Jazz)
- 『コラージュ』 - Collage (1996年、Concord Jazz)
- 『デイドリーム』 - Daydream (1997年、Concord Jazz)
- 『フロム・パリ・トゥ・リオ』 - From Paris to Rio (1999年、Concord)
- 『バラード～コルトレーンに捧ぐ』 - Ballads: Remembering John Coltrane (2001年、Concord Jazz)
- Yuletide Hideaway (2001年、Kas)
- 『イン・ブルー』 - In Blue (2002年、Concord Jazz)
- 『ワイルド・フォー・ユー』 - Wild for You (2004年、Concord)
- 『フットプリンツ』 - Footprints (2006年、Concord Jazz)
- 『イマジーナ～ソングス・オブ・ブラジル』 - Imagina: Songs of Brasil (2008年、Concord Jazz)
- 'Round Midnight (2011年、Concord Jazz)
- 『メニー・ア・ニュー・デイ～カーリン・アリソン・シングス・ロジャーズ&ハマースタイン』 - Many a New Day: Karrin Allyson Sings Rodgers & Hammerstein (2015年、Motema)[6]
- 『サム・オブ・ザット・サンシャイン』 - Some of That Sunshine (2018年、Kas)[7]
- Shoulder to Shoulder: A Centennial Tribute to Women's Suffrage, as The Karrin Allyson Sextet (2019年、eOne Music)[8]
- A Kiss For Brazil (2024年、Origin)